# Matthew Brittain
Pour les articles homonymes, voir Brittain.
Matthew Brittain, né le 5 mai 1987 à Johannesburg, est un rameur d'aviron sud-africain.

## Palmarès

### Jeux olympiques
- 2012 à Londres,  Royaume-Uni
  -  Médaille d'or en quatre sans barreur poids légers